# Relleu en roca

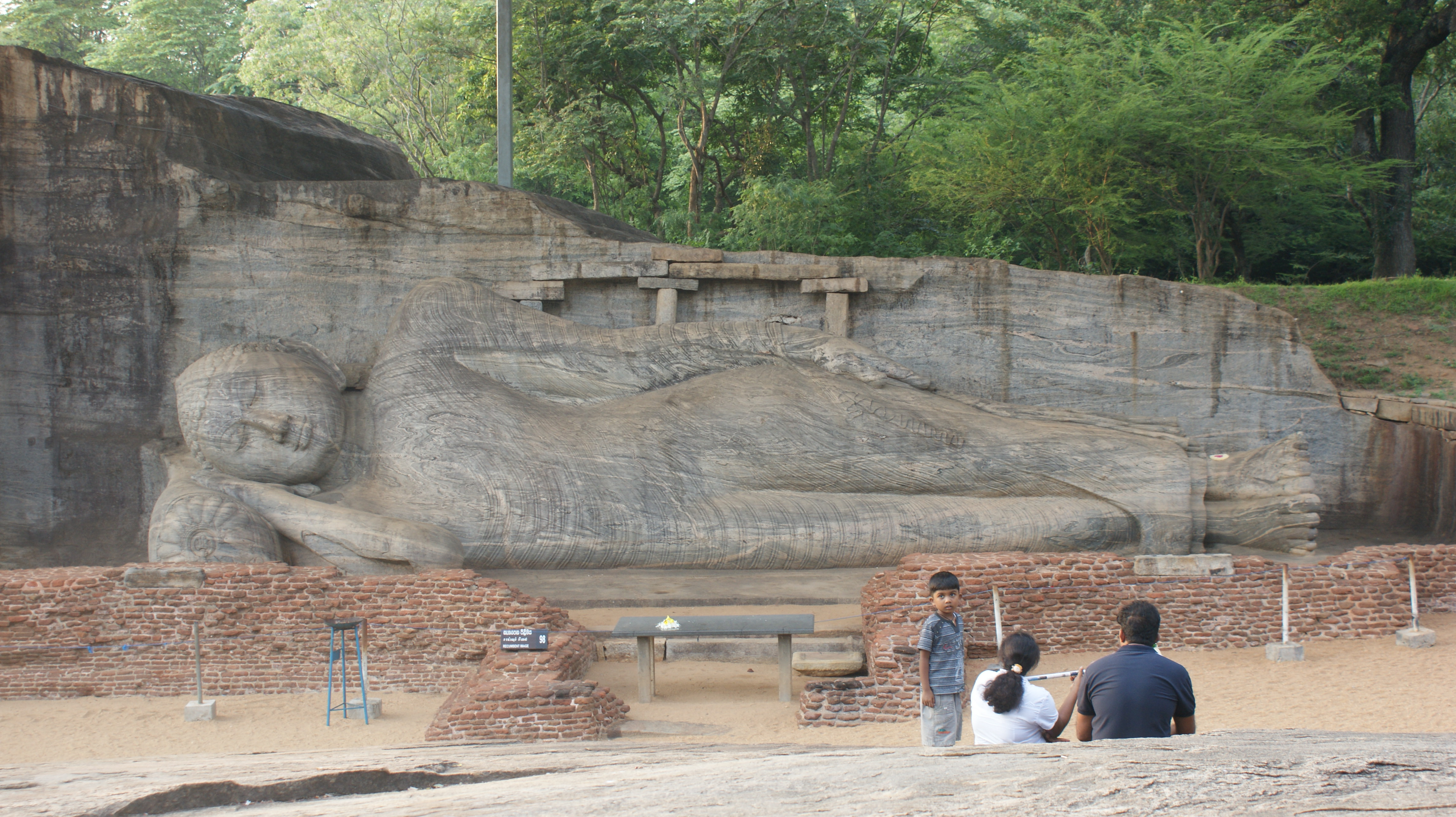
Buda reclinat a Gal Vihara, Sri Lanka. Es poden observar les restes del rafal que originàriament el cobria

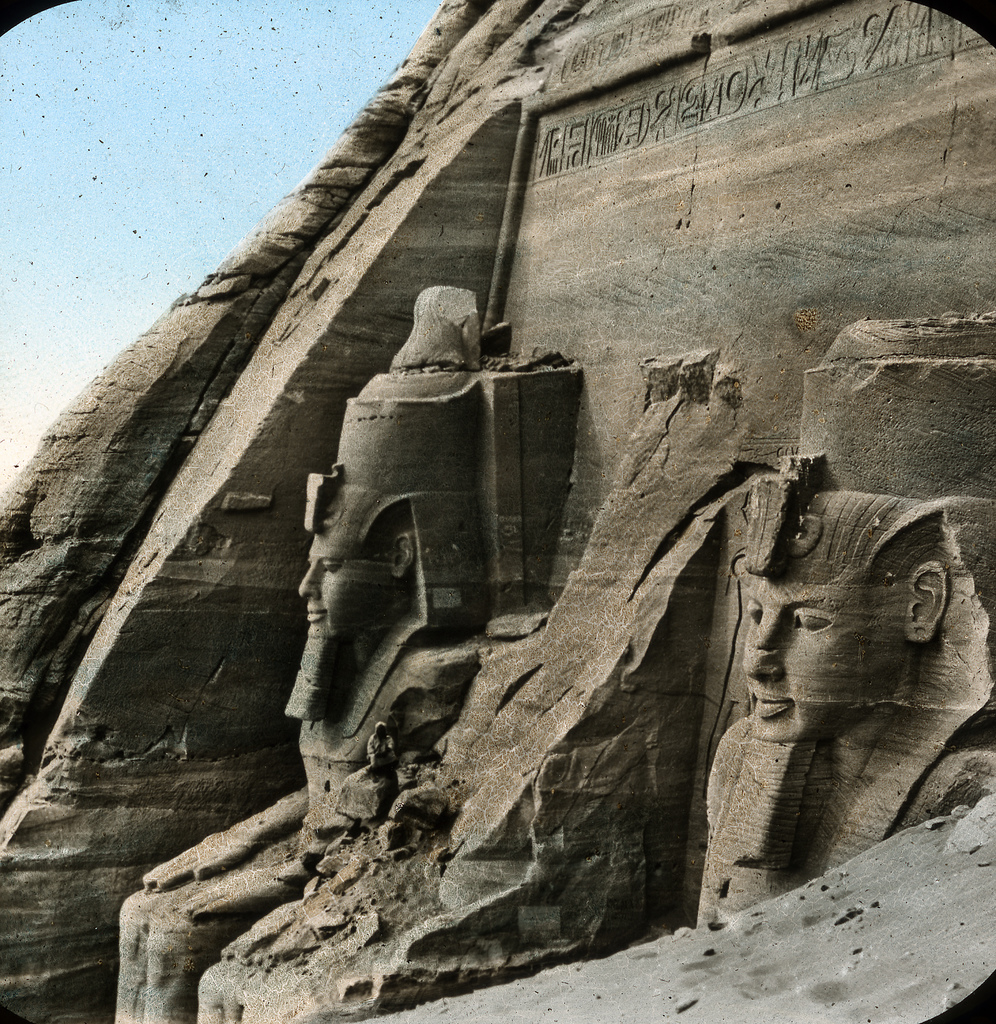
Dos dels relleus als temples d'Abu Simbel, abans de traslladar-los

Un relleu en roca és una escultura en relleu tallada en "roca viva", com per exemple un penya-segat, en comptes de sobre un bloc de roca després de la muntanya. Constitueixen un tipus d'art de roca, i a voltes se'ls troba formant part de conjunts arquitectònics excavats a la roca. Se'ls sol ometre en la majoria de tractats sobre art en roca, perquè es concentren en talles i pintures realitzats per pobles prehistòrics. Algunes d'aquests treballs aprofiten els contorns naturals de la roca i els utilitzen per a definir una imatge, però no inclouen relleus fets per persones. Moltes cultures han realitzat relleus en roca al llarg de la història, i ocuparen un lloc important en l'art de l'Antic Orient Pròxim. En general els relleus en roca són de grans dimensions, ja que així destaquen en l'entorn a l'aire lliure. Moltes figures són molt més grans de la grandària natural.
Des d'un punt de vista estilístic en general es relacionen amb altres tipus d'escultura de la cultura i període aplicable, i tret dels casos dels hitites i perses en general, s'analitzen com a part d'un tema més ampli. Els relleus en superfícies quasi verticals són els més comuns, encara que també se n'han trobat sobre superfícies horitzontals. El terme no sol incloure les talles en relleu dins de coves, naturals o excavades, les quals sovintegen en l'arquitectura tallada en roca de l'Índia. Les formacions naturals de roca que han estat tallades en forma d'estàtues, tal com la famosa Gran Esfinx de Guiza, en general en són excloses. Els relleus de grans trossos de roca que s'han conservat en la seua posició natural originàrial, com ara l'hitita d'Imamkullu, pertanyen a aquesta categoria, però les roques més petites es classifiquen com a esteles ortòstats excavats. És probable que molts dels relleus antics originàriament estigueren pintats sobre una coberta de guix, de la qual se solen trobar traces.
El requisit bàsic per a realitzar un relleu en roca és disposar d'un sector exposat de roca, una superfície quasi vertical minimitza la quantitat de treball requerit; en cas de paret de roca en pendent sovint s'hi excava per produir-hi un sector vertical on tallar. A l'Antic Orient Pròxim hi havia pujols i muntanyes amb parets de roca exposades. Una excepció en fou Sumèria, on totes les roques havien de ser importades des de grans distàncies i, per tant, l'art de Mesopotàmia només presenta relleus en roca a les zones perifèriques. Els hitites i antics perses foren els talladors més prolífics de relleus en roca del Pròxim Orient.

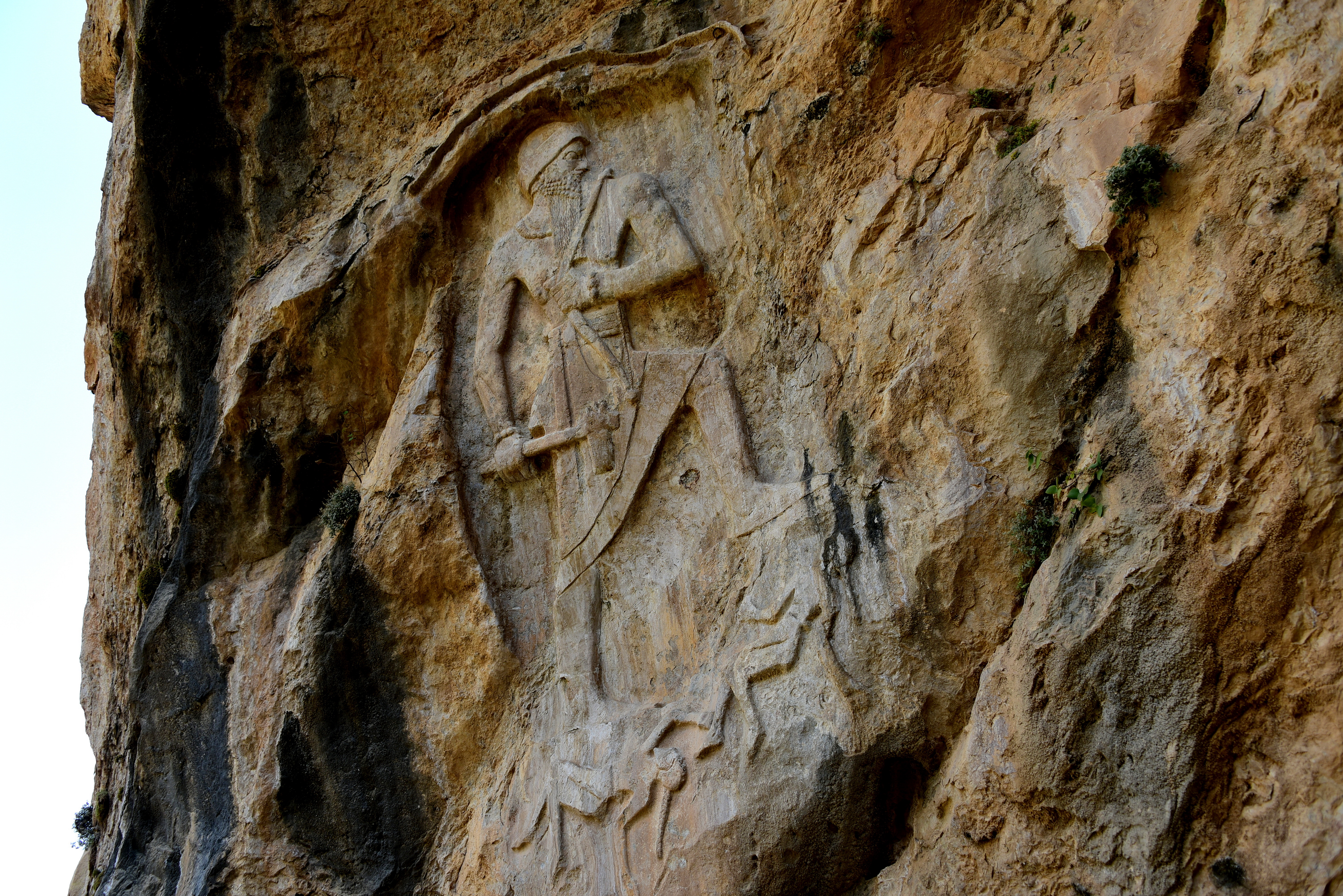
Relleu en roca de Naram-Sin a Darband-i-Gawr, Qaradagh, Sulaymaniyya, l'Iraq

Aquest tipus d'art, l'adoptaren algunes cultures i l'ignoraren d'altres. En moltes esteles de Nahr el-Kalb, a 12 km al nord de Beirut, una successió de governants imperials tenen monuments recordatoris i inscripcions. Els antics governants egipcis, neoassiris i neobabilonis, inclogueren imatges en relleu als seus monuments, mentre que els governants romans i islàmics no; les civilitzacions més modernes no usaren aquesta forma d'art (tot i que sí que adossaren a les obres trossos de roca tallats en altres llocs).

## Egipte
Si bé els petròglifs tallats prehistòrics són comuns a Egipte, en general no fo foren en l'art de l'Antic Egipte, i només en algunes parts de la zona, generalment allunyades dels principals centres de població, com el cas d'Abu Simbel. Hi ha un grup de figures que envolta una imatge de Mentuhotep II, que va morir al 2010 ae i fou el primer faraó de l'Imperi Mitjà.
Abans que foren tallades i mudades, les figures colossals fora dels temples d'Abu Simbel tenien alts relleus. Altres escultures fora dels temples es consideren relleus en roca. Els relleus de Nahr el-Kalb commemoren Ramsés II, i es troben als confins del seu imperi (en realitat fora de la zona on exercia un control real), en el que és el territori actual del Líban.

## Hitites i assiris
Els hitites eren artistes en relleus en roca, els quals constitueixen una part significativa de les poques restes artístiques que n'han perdurat fins a l'actualitat. El relleu de Karabel, vora Torbalı, que representa un rei, el va veure Heròdot, que erròniament pensà es tractava del faraó egipci Senusret. Igual que molts relleus hitites, es troba proper a un camí. N'hi ha més d'una dotzena de llocs, molts a altures de més de 1000 msnm, amb vista a planícies, i en general prop de cursos d'aigua. Potser estaven situats considerant la relació dels hitites amb el paisatge en comptes de mers instruments de propaganda del governant, signes de "control sobre el paisatge", o fites delimitant la frontera, com s'ha pensat sovint. Se solen trobar en indrets amb un significat religiós abans o després del període hitita, i en llocs on es pensava que el món diví es podia relacionar amb el món humà.

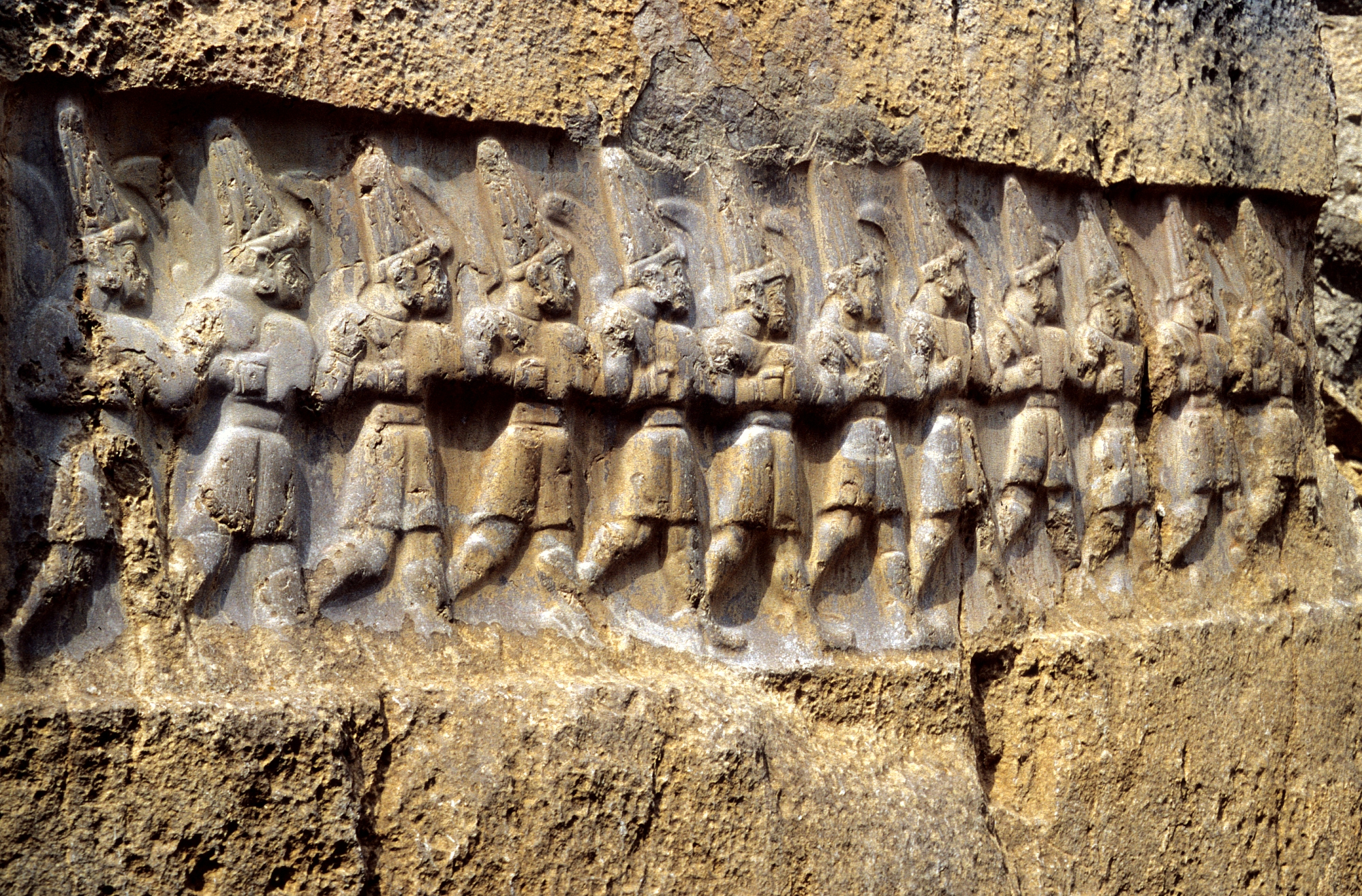
Deïtats hitites a Yazılıkaya

A Yazılıkaya, als afores de la capital d'Hattusa, una sèrie de relleus de déus hitites en processó decoren "cambres" obertes a l'aire lliure formades afegint barreres entre les formacions naturals de roca. Aparentment el lloc era un santuari, i possiblement un cementeri, on es commemorava els ancestres de la dinastia governant. Podria ser un espai privat accessible només als membres de la dinastia i un petit grup d'elit. L'esquema habitual n'és mostrar homes de la reialesa portant armes, normalment una llança, un arc sobre l'espatla, i una espasa al cinnyell. Tenen atributs associats a la divinitat i, per tant, són presentats com "déus guerrers".